# Adrien Courtois
Adrien Courtois (né le 28 novembre 1905 à Nancy) et mort dans cette même ville le 29 janvier 1981, était un athlète français spécialiste de la marche athlétique.

## Carrière sportive
Il fait partie du CM Nancy jusqu'en 1934, puis intègre l'AS Nancy en 1936.
Il a représenté la France, aux Jeux olympiques d'été de 1936, à Berlin.

## Palmarès
Son meilleur temps sur 50 km est de 4 h 36 min 00 s (en 1935). Il participe donc aux Jeux olympiques de 1936, où il termine 13e.